# Guadalajara (Mexiko)
Guadalajara spanisch [gwaðalaˈxaɾa] ⓘ ist die Hauptstadt des Bundesstaates Jalisco und mit ca. 1,9 Mio. Einwohnern (Stadt) und ca. 5 Mio. (Metropolregion) die zweitgrößte Stadt in Mexiko. Die Stadt ist Sitz eines Erzbischofs und ist auch bekannt unter dem Namen Perla del Occidente (spanisch für „Perle des Westens“). Die Einwohner der Stadt werden als tapatíos bezeichnet. Die Stadt ist Ausgangspunkt vieler mexikanischer Traditionen wie der Musik der Mariachi und des Tanzes Jarabe Tapatío.

## Lage und Klima
Guadalajara liegt im Westen des zentralmexikanischen Hochlandes, etwa 550 km (Fahrtstrecke) nordwestlich der Hauptstadt Mexiko-Stadt in einer Höhe von ca. 1590 m. Das Klima ist gemäßigt bis warm; Regen (ca. 940 mm/Jahr) fällt überwiegend im Sommerhalbjahr.

## Bevölkerungsentwicklung
Während die Einwohnerzahl der Stadt (ca. 1,5 Mio.) sich seit dem Jahr 1990 kaum verändert hat, ist sie in der Metropolitanregion (Zona Metropolitana) im selben Zeitraum von etwa 3 Mio. auf ca. 5 Mio. angewachsen.

## Geschichte
Nach drei gleichnamigen Vorgängergründungen bei Nochistlán, Tonalá und Tlacotán wurde die heutige Stadt Guadalajara im Jahr 1542 von Cristóbal de Oñate unter dem Namen Espíritu Santo von den Spaniern erneut gegründet; von 1560 bis 1823 war sie die Hauptstadt der Provinz Neu-Galicien. In dieser Zeit erlebte sie ein rasches Wachstum.
Zu Beginn des 19. Jahrhunderts spielte Guadalajara eine wichtige Rolle im mexikanischen Unabhängigkeitskampf (1810–1821). In den Jahren 1818 und 1875 wurde die Stadt von starken Erdbeben teilweise zerstört, aber immer wieder aufgebaut. In der französischen Intervention fiel Guadalajara am 5. Januar 1864 an die im Verbund mit den Konservativen kämpfenden Invasoren. 

### Eisenbahnunfälle
- Bei dem Eisenbahnunfall von Guadalajara (1915) geriet am 22. Januar 1915 auf der Bahnstrecke Colima–Guadalajara ein völlig überbesetzter Personenzug außer Kontrolle; er entgleiste und stürzte in eine Schlucht, mehr als 600 Menschen starben. Dies ist bis heute einer der folgenschwersten Eisenbahnunfälle weltweit.
- Bei dem Eisenbahnunfall von Guadalajara (1955) entgleiste ein Zug und stürzte in eine Schlucht. Etwa 300 Menschen starben.

### Explosionsunglück 1992
Am 22. April 1992 kam es über vier Stunden zu zahlreichen Explosionen im Kanalnetz des Stadtteils Analco. Bereits drei Tage vor der Explosion hatten sich die Anwohner bestimmter Straßen über Benzingeruch und Dampffontänen aus der Kanalisation beklagt. In einigen Fällen sei mit Wasser gemischtes Benzin aus den Leitungen gekommen. Mitarbeiter der Stadtwerke und des Katastrophenschutzes entdeckten in den Abwasserkanälen tatsächlich ein explosionsfähiges Benzin-Luft-Gemisch. Die Gefahr wurde von den Verantwortlichen aber nicht ernst genommen, und die betroffenen Straßenzüge wurden nicht evakuiert. Durch die Explosionen wurden Straßen und angrenzende Häuser wie bei einem Erdbeben zerstört. Nach offiziellen Angaben fanden 206 Menschen in den Trümmern den Tod, 500 wurden verletzt und 15.000 wurden obdachlos. Inoffiziell wird jedoch von einer höheren Opferzahl ausgegangen.

## Wirtschaft

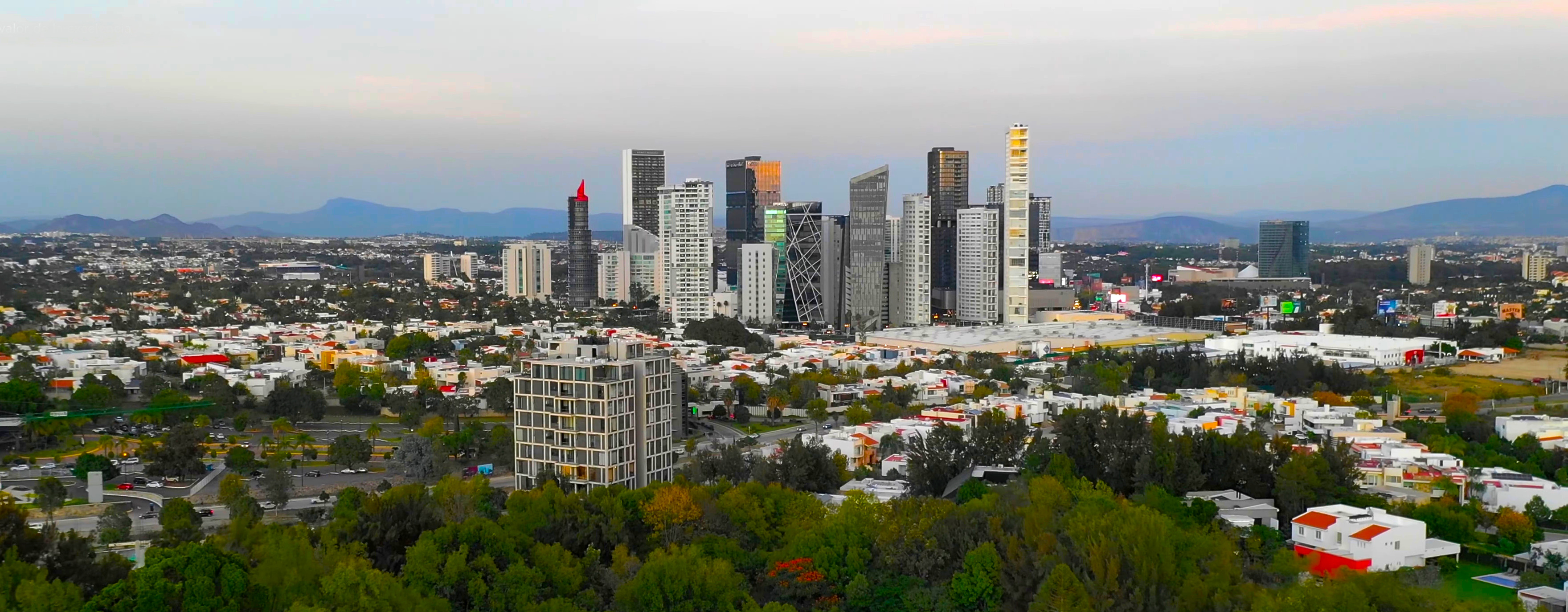
Geschäftsdistrikt von Guadalajara

Die Stadt ist ein großes Handelszentrum und wichtiger Industriestandort. Hergestellt und verarbeitet werden unter anderem Textilien, Kleidung, Schuhe, Glas, Papier, Chemie, Metall, Nahrungsmittel, Silberschmuck und Tafelgeschirr.
Die Stadt wird auch das „Silicon Valley“ von Mexiko bezeichnet. In der Elektronikindustrie sind zirka 60.000 Beschäftigte tätig.

### Ansässige Unternehmen
Viele ausländische Unternehmen wie zum Beispiel Continental Automotive GmbH, Flextronics, General Electric, Hewlett-Packard, Hella KGaA Hueck & Co., IBM, Intel, Oracle oder Siemens sowie die ZF Friedrichshafen AG, die Sumida AG und die Willy Voit GmbH & Co. KG produzieren in der Stadt und ihrer Umgebung.

### Verkehr
Die Stadt, ein wichtiger Verkehrsknotenpunkt, ist umgeben von einem Autobahnring, dem Periférico. Zudem verläuft die Panamericana ganz in ihrer Nähe.
In der Stadt werden auch unkonventionelle Straßenverkehrsknoten wie Kreisverkehre und Throughabouts als Anschlussstellen benutzt.

#### Flughafen
Der internationale Flughafen Guadalajara (offiziell span. Aeropuerto Internacional Don Miguel Hidalgo y Costilla) ist mit einem Passagieraufkommen von 7,2 (2011) und 8,7 (2014) Mio. Fluggästen der drittgrößte Flughafen Mexikos.

#### Öffentlicher Personennahverkehr

Netzplan der Schnellbahnlinien Guadalajaras

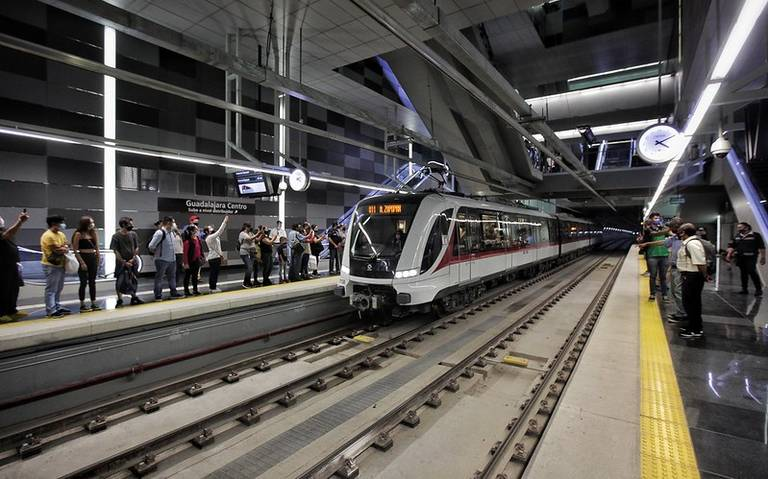
Línea 3 der SITEUR ist eine U-Bahn

Das als Sistema de Tren Eléctrico Urbano (kurz SITEUR) bezeichnete und vom gleichnamigen staatlichen Unternehmen betriebene kombinierte Stadtbahn- / U-Bahn-System besteht aktuell aus drei Linien. Die 16,5 Kilometer lange Línea 1 quert als Durchmesserlinie die Stadt vom Norden Periférico Norte über den Kreuzungsbahnhof Juárez nach Süden zum Periférico Sur. Die Eröffnung erfolgte im September 1989. Von Juárez führt seit 1994 die 8,5 Kilometer lange Línea 2 nach Tetlán im Osten. Die 2020 eingeweihte 21,5 Kilometer lange Línea 3 verbindet als zweite Durchmesserlinie das Stadtzentrum von Guadalajara mit Zapopan im Nordwesten sowie Tlaquepaque im Südosten. Seit 2022 wird die 21,2 Kilometer lange Línea 4 von der südlichen Macrobusstation Las Juntas nach Tlajamulco centro gebaut.
Zu den Panamerikanischen Spielen 2011 wurde ein weiteres öffentliches Verkehrsmittel eingeführt, der Macrobús. Dies als Mi Macro bezeichnete Verkehrsnetz ist ein BRT-System mit dreiachsigen Gelenkbussen, der nur von Bahnsteigen aus erreicht werden kann und über eigene Fahrbahnen verfügt. Eine erste Linie Mi Macro Calzada verläuft seit 2009 als Durchmesserlinie über 16,6 Kilometer und 27 Stationen östlich der Línea 1 von der nördlichen Station Mirador zur südlichen Station Fray Angélico. Eine zweite, fast geschlossene Ringlinie, die Mi Macro Periférico, führt seit 2022 über 49 Kilometer und 46 Haltestellen um die Stadt herum und verbindet dabei mehrmals Linien der SITEUR.
Daneben existiert ein umfangreiches Omnibussystem auf 288 Routen. Diese werden von 14 Unternehmen bedient. Zwei Linien fahren mit Oberleitungsbussen (trolebús).

#### Öffentlicher Personenfernverkehr
Nicht erst seit der weitgehenden Einstellung des Personenverkehrs Ende der 1990er Jahre dienen die meisten mexikanischen Eisenbahnstrecken aktuell lediglich dem Gütertransport, während Fernbusse bereits ab den 1970er Jahren zunehmend die Aufgabe des Personenfernverkehrs übernahmen. Es gibt den großen Fernbusbahnhof Nueva Central Camionera, der in der angrenzenden Stadt Tlaquepaque im Südosten von Guadalajara liegt. Daneben existiert noch der alte Busbahnhof Antigua Central Camionera, der rund einen Kilometer südlich der Stadtmitte liegt. Dieser bedient aber nur Kurzstrecken wie beispielsweise nach Tequila. Die Fernbusse halten nur an wenigen wichtigen Umsteigehaltestellen, wie etwa an der Station Periférico Sur, wo die Stadtbahnlinie 1 endet, oder am Stadtrand.

### Bildungseinrichtungen
Die Stadt ist Sitz mehrerer Universitäten, darunter die zweitälteste Mexikos, die 1792 gegründete Universidad de Guadalajara, zu der u. a. die 1914 gegründete Preparatoria de Jalisco zählt. Weitere Universitäten sind die Universidad Autónoma de Guadalajara, die Universidad Cuauthémoc und die Universidad Panamericana sowie die privaten Universitäten ITESO und ITESM.

## Kultur und Sehenswürdigkeiten

### Besondere Tage
Am 2. November, dem Día de muertos (Allerseelen), gedenken die Familien ihrer Verstorbenen und ziehen mit Essen, Blumen und Mariachi an die Gräber. Zu diesem Zweck gibt es das pan de muerto, das Brot der Toten.
Der 28. Dezember ist der Día de los santos inocentes, an dem man mit den Freunden scherzt; der Tag ist vergleichbar mit unserem 1. April.

### Theater
Das Teatro Degollado liegt im Zentrum an der Plaza de la Liberación, es präsentiert hauptsächlich Vorstellungen der Universidad de Guadalajara.

### Museen
Das Instituto Cultural Cabañas zeigt wechselnde Ausstellungen und Performances. Das ehemalige Waisenhaus wurde 1805 erbaut und hat 23 Innenhöfe. Heute sind darin Werke von José Clemente Orozco, einem mexikanischen Maler und Muralisten, ausgestellt, darunter auch das bekannte Bild Mensch in Flammen.
Das Museo Regional de Guadalajara stellt eine Chronik der Geschichte des mexikanischen Westens aus und veranstaltet Lesungen und kleinere Theatervorstellungen.

### Bauwerke
- Der Palacio De Gobierno (Regierungspalast), erbaut 1751, war Sitz verschiedener Gegenregierungen unter der Herrschaft von Miguel Hidalgo und Benito Juárez. Im Treppenaufgang des barocken Palastes befindet sich ein Wandbild von José Clemente Orozco, in der er dem mutigen Kampf des Pater Miguel Hidalgo für die mexikanische Revolution ein Denkmal setzte.
- Der Bau der Catedral Metropolitana wurde 1561 begonnen und 1618 abgeschlossen. Nachdem die Kirchtürme bei einem Erdbeben 1818 zerstört worden waren, erneuerte man sie im neugotischen Stil.
- Die 1718 erbaute Augustinerkirche Santa Mónica ist bekannt durch ihre Steinmetzarbeiten im barocken Stil.
- Das Anfang des 19. Jahrhunderts errichtete Hospicio Cabañas zählt zu den UNESCO-Kulturerbestätten Mexikos.
- Im Jahr 2005 begann man mit dem Bau des Fernsehturm Torrena; allerdings wurde das Projekt 2009 abgebrochen.

## Städtepartnerschaften
- Tijuana, Mexiko
- San Diego, USA
- Cigales, Spanien
- Guadalajara, Spanien
- Nochistlán, Zacatecas, Mexiko
- Breslau, Woiwodschaft Niederschlesien, Polen
- Tucson, Arizona, USA
- Portland, Oregon, USA
- Curitiba, Brasilien
- Kyōto, Japan
- Sevilla, Spanien
- Mailand, Italien
- Krakau, Polen
- Ceuta, (Nordafrika), Spanien
- Sankt Petersburg, Russland
- Dublin, Irland

## Sonstiges

### Kulinarische Spezialitäten

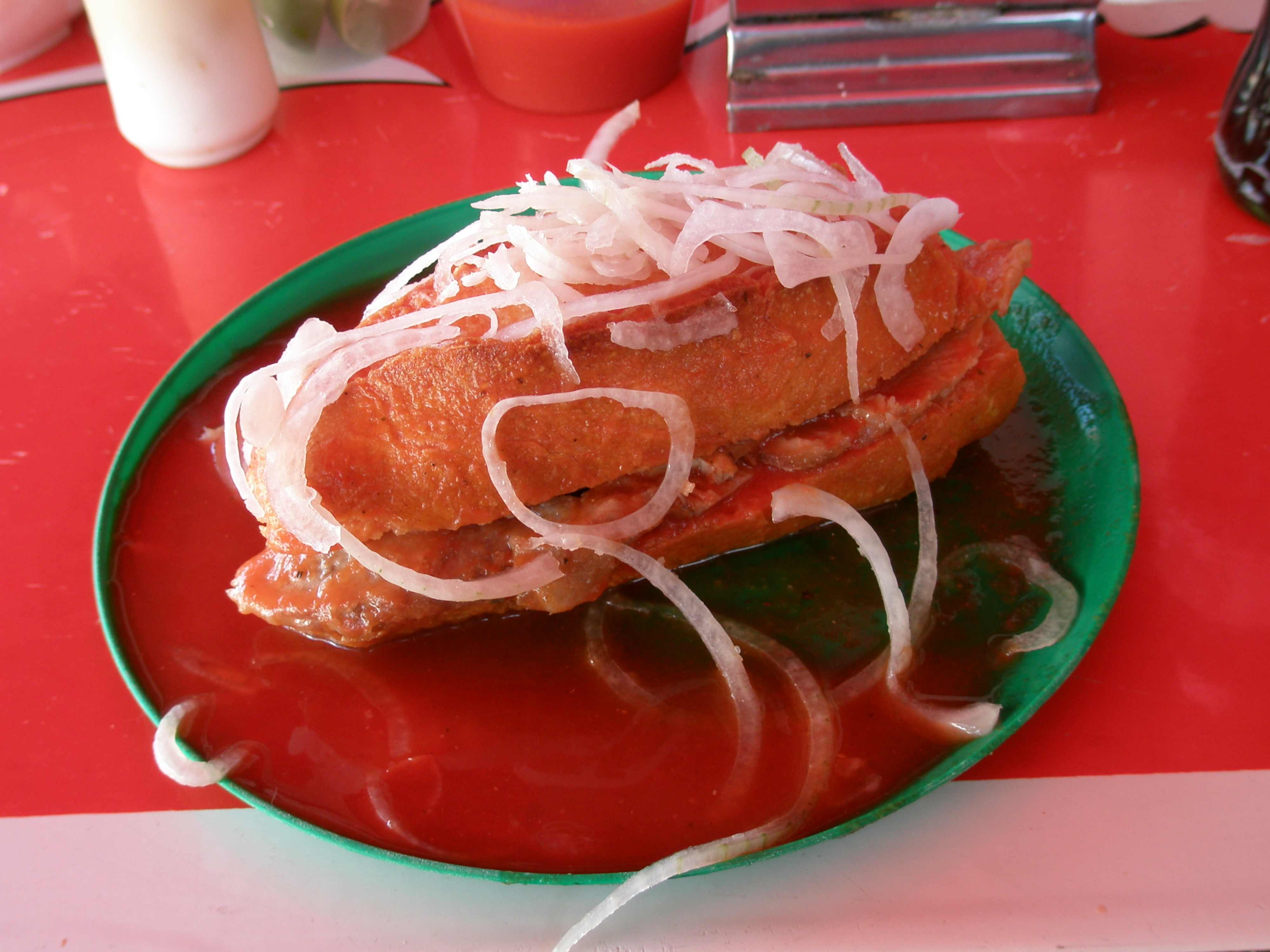
torta ahogada

Spezialität der Stadt und des Bundesstaates sind Birria (ein dickflüssiger Eintopf aus Ziegen- und Schweinefleisch), torta ahogada (ertränktes Fladenbrot), tejuino, jericallas (lokale Süßspeise) und Carne en su jugo (Fleisch in eigenem Saft). In der Nähe Guadalajaras liegt die Stadt Tequila, in der der berühmte mexikanische Schnaps Tequila aus Agaven gewonnen wird.

### Internationale Buchmesse Guadalajara (FIL)
Die internationale Buchmesse Guadalajara (Feria Internacional del Libro, FIL) findet jährlich auf dem Messegelände von Guadalajara statt. Sie ist die größte Buchmesse der spanischsprechenden Welt und gehört mit zuletzt rund 1900 Ausstellern aus 40 Ländern zu den großen Buchmessen der Welt. Sie beginnt immer am letzten Samstag im November und dauert neun Tage.
Seit 1987 wird sie von der Universidad de Guadalajara organisiert und bietet jedes Jahr einem Gastland oder einer Region die Möglichkeit, sich zu präsentieren. 2011 war Deutschland Ehrengast. Seit 1991 wird der mit 150.000 US-Dollar dotierte Premio FIL de Literatura en Lenguas Romances verliehen, der zu einem der wichtigsten Literaturpreise der spanischsprechenden Welt geworden ist.
Parallel zur FIL finden in jedem Jahr bedeutende Konferenzen zu Literatur- und Leseförderung statt; aber auch zu anderen Themen wie Pädagogik, Journalismus und Architektur.

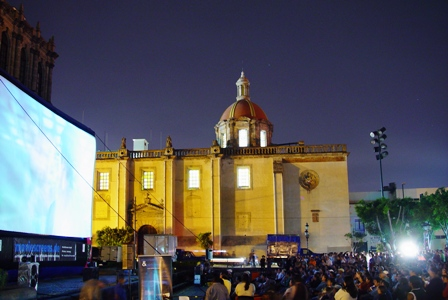
Freiluftkino mit aufblasbarer Leinwand hinter dem Teatro Degollado

### Filmfestival
Das Festival Internacional de Cine en Guadalajara ist heute das wichtigste Filmfestival in Mexiko. Viele Filmvorführungen finden an verschiedenen Plätzen der Stadt unter freiem Himmel statt. Neben der größten spanischsprachigen Buchmesse ist das Filmfestival fester Bestandteil des Veranstaltungsangebotes von Guadalajara.

### Mai-Festival
Das internationale Kulturfestival Festival de Mayo steht jedes Jahr im Zeichen eines Gastlandes, dessen traditionelle und Avantgarde-Kultur mit seiner bildenden Kunst, seinen Konzerten, Theateraufführungen und kulinarischen Veranstaltungen umfassend präsentiert wird.
Seit seiner Gründung hat sich das Mai-Festival als eines der bedeutendsten Kulturereignisse Mexikos etabliert. Gastländer waren bisher: Ungarn (2003), Polen (2004), Österreich (2005), Spanien (2006), Mexiko (zum 10-jährigen Jubiläum 2007), Deutschland (2008), Japan (2009), Argentinien, Chile, Kolumbien, Spanien und Mexiko (2010), USA (2011), Kanada (2012), Frankreich (2013), Kalifornien (2014). Das Vereinigte Königreich war 2015 das Gastland.

### Sport
In Guadalajara sind zwei Fußballvereine der ersten mexikanischen Liga beheimatet: Deportivo Guadalajara und Atlas Guadalajara. Deportivo Guadalajara ist der beliebteste Verein von Mexiko und auch bekannt unter dem Namen las chivas oder chivas rayadas (die gestreiften Ziegen). Der größte Konkurrent von Deportivo Guadalajara ist der Club América aus der Hauptstadt Mexiko-Stadt.
Vom 14. bis zum 30. Oktober 2011 fanden in Guadalajara die 16. Panamerikanischen Spiele statt.
Guadalajara ist die Hauptstadt des Weltweiten Sports 2020-2021 von Aces europa